# 熊取町
熊取町（くまとりちょう）は、大阪府泉南地域に位置し、泉南郡に属する町。町としては、大阪府下で最も人口が多い。

## 地理

### 隣接している自治体
- 泉佐野市
- 貝塚市

### 気候
| 熊取（1991年 - 2020年）の気候      | 熊取（1991年 - 2020年）の気候 | 熊取（1991年 - 2020年）の気候 | 熊取（1991年 - 2020年）の気候 | 熊取（1991年 - 2020年）の気候 | 熊取（1991年 - 2020年）の気候 | 熊取（1991年 - 2020年）の気候 | 熊取（1991年 - 2020年）の気候 | 熊取（1991年 - 2020年）の気候 | 熊取（1991年 - 2020年）の気候 | 熊取（1991年 - 2020年）の気候 | 熊取（1991年 - 2020年）の気候 | 熊取（1991年 - 2020年）の気候 | 熊取（1991年 - 2020年）の気候 |
| 月                                 | 1月                           | 2月                           | 3月                           | 4月                           | 5月                           | 6月                           | 7月                           | 8月                           | 9月                           | 10月                          | 11月                          | 12月                          | 年                            |
| ---------------------------------- | ----------------------------- | ----------------------------- | ----------------------------- | ----------------------------- | ----------------------------- | ----------------------------- | ----------------------------- | ----------------------------- | ----------------------------- | ----------------------------- | ----------------------------- | ----------------------------- | ----------------------------- |
| 最高気温記録 °C （°F）             | 18.7 (65.7)                   | 22.8 (73)                     | 24.7 (76.5)                   | 28.9 (84)                     | 31.9 (89.4)                   | 34.1 (93.4)                   | 35.9 (96.6)                   | 36.7 (98.1)                   | 35.3 (95.5)                   | 31.6 (88.9)                   | 28.0 (82.4)                   | 25.8 (78.4)                   | 36.7 (98.1)                   |
| 平均最高気温 °C （°F）             | 8.8 (47.8)                    | 9.6 (49.3)                    | 13.4 (56.1)                   | 19.0 (66.2)                   | 23.7 (74.7)                   | 26.7 (80.1)                   | 30.6 (87.1)                   | 32.0 (89.6)                   | 28.2 (82.8)                   | 22.5 (72.5)                   | 16.9 (62.4)                   | 11.5 (52.7)                   | 20.3 (68.5)                   |
| 日平均気温 °C （°F）               | 5.3 (41.5)                    | 5.6 (42.1)                    | 8.9 (48)                      | 14.1 (57.4)                   | 18.8 (65.8)                   | 22.4 (72.3)                   | 26.5 (79.7)                   | 27.6 (81.7)                   | 23.7 (74.7)                   | 18.1 (64.6)                   | 12.7 (54.9)                   | 7.8 (46)                      | 16.0 (60.8)                   |
| 平均最低気温 °C （°F）             | 1.8 (35.2)                    | 1.7 (35.1)                    | 4.4 (39.9)                    | 9.2 (48.6)                    | 14.1 (57.4)                   | 18.7 (65.7)                   | 23.0 (73.4)                   | 23.8 (74.8)                   | 20.0 (68)                     | 14.1 (57.4)                   | 8.7 (47.7)                    | 4.2 (39.6)                    | 12.0 (53.6)                   |
| 最低気温記録 °C （°F）             | −3.8 (25.2)                   | −4.9 (23.2)                   | −2.9 (26.8)                   | −0.5 (31.1)                   | 5.2 (41.4)                    | 9.6 (49.3)                    | 14.9 (58.8)                   | 16.0 (60.8)                   | 10.5 (50.9)                   | 4.1 (39.4)                    | −0.3 (31.5)                   | −2.1 (28.2)                   | −4.9 (23.2)                   |
| 降水量 mm （inch）                 | 50.6 (1.992)                  | 62.6 (2.465)                  | 107.5 (4.232)                 | 102.1 (4.02)                  | 138.0 (5.433)                 | 167.7 (6.602)                 | 162.1 (6.382)                 | 97.7 (3.846)                  | 157.8 (6.213)                 | 151.0 (5.945)                 | 84.3 (3.319)                  | 59.9 (2.358)                  | 1,332.5 (52.461)              |
| 平均降水日数 （≥1.0 mm）           | 6.5                           | 7.0                           | 9.6                           | 9.5                           | 9.5                           | 11.5                          | 9.7                           | 6.5                           | 10.2                          | 8.9                           | 6.6                           | 7.0                           | 102.1                         |
| 平均月間日照時間                   | 122.9                         | 133.5                         | 172.2                         | 190.2                         | 195.7                         | 144.1                         | 183.3                         | 226.4                         | 159.3                         | 160.6                         | 138.3                         | 120.8                         | 1,947.3                       |
| 出典1：Japan Meteorological Agency |                               |                               |                               |                               |                               |                               |                               |                               |                               |                               |                               |                               |                               |
| 出典2：気象庁                      |                               |                               |                               |                               |                               |                               |                               |                               |                               |                               |                               |                               |                               |

## 歴史
地名の由来には神功皇后が羽白熊鷲を討ち取った場所であると伝わるが諸説ある。『日本後紀』によると804年（延暦23年）10月14日に桓武天皇が熊取野で遊猟している。中世には熊取荘という荘園が成立した。
近世には熊取谷と呼ばれ、久保村、小谷村、小垣内村、七山村、野田村、五門村、紺屋村、大久保村の8村が成立し、全て岸和田藩領となっていた。このうち久保村に枝郷5（上高田村、下高田村、和田村、大浦村、宮村）、野田村に枝郷2（成合村、朝代村）があった。
岸和田藩は領内の民政に関して「七人庄屋」という制度を設けていたが、7人のうち2人を熊取谷が占め、五門村の中家と大久保村の降井家が任ぜられていた。なお、中家住宅と降井家書院は現存しており、どちらも重要文化財に指定されている。
1964年（昭和39年）に京都大学原子炉実験所（現・京都大学複合原子力科学研究所）設置と引き換えに熊取駅が快速停車駅に昇格。熊取駅が快速停車駅となったことで丘陵地を中心に大規模な宅地開発が活発となり、人口も急増、農村型集落から大都市近郊住宅都市へと変貌した。

### 沿革
- 1889年（明治22年）4月1日：町村制の施行により、日根郡久保村、小谷村、小垣内村、七山村、野田村、五門村、紺屋村、大久保村が合併して、日根郡熊取村が発足。大字五門に村役場を設置。
- 1896年（明治29年）4月1日：郡の統廃合により泉南郡が成立し、泉南郡熊取村となる。
- 1951年（昭和26年）11月3日：町制を施行して、泉南郡熊取町となる。大字野田に町役場を設置。
- 1961年（昭和36年）：国民健康保険事業を開始（被保険者4,588人）
- 1963年（昭和38年）：京都大学原子炉実験所（2018年4月に京都大学複合原子力科学研究所と改称）が設置される。
- 1968年（昭和43年）：永楽ダムが完成する。
- 1989年（平成元年）：永楽ダム周辺が「大阪みどりの百選」に選ばれる。
- 1991年（平成3年）3月11日：住居表示（自由が丘）を実施し、従来の8大字に初めて新町名が加わる。
- 1995年（平成7年）：永楽ダム周辺が｢水源の森百選｣に選ばれる。

## 行政・議会
- 町長：藤原敏司（大阪維新の会、2016年1月27日就任、2期目）

### 町議会
- 定数：14名（欠員1名）
- 任期：2019年（令和元年）5月1日～2023年（令和5年）4月30日
- 議長：二見裕子（熊取公明党、2期）
- 副議長：河合弘樹（新政クラブ、2期）

| 会派名                   | 議席数 | 議員名（◎は代表）               |
| ------------------------ | ------ | ------------------------------- |
| 日本共産党熊取町会議員団 | 3      | ◎坂上巳生男、鱧谷陽子、江川慶子 |
| 熊愛                     | 1      | ◎文野慎治                       |
| 熊取公明党               | 2      | ◎渡辺豊子、二見裕子             |
| 新政クラブ               | 3      | ◎矢野正憲、田中圭介、河合弘樹   |
| 未来                     | 2      | ◎浦川佳浩、坂上昌史             |
| 創生くまとり             | 2      | ◎田中豊一、大林隆昭             |

※2021年5月18日現在。

### 衆議院
- 選挙区：大阪府第19区 （貝塚市・泉南市・阪南市・泉南郡）
- 任期：2021年（令和3年）10月31日- （「第49回衆議院議員総選挙」参照）

| 議員名   | 党派名       | 当選回数 | 備考     |
| -------- | ------------ | -------- | -------- |
| 伊東信久 | 日本維新の会 | 3        | 選挙区   |
| 谷川とむ | 自由民主党   | 3        | 比例復活 |

## 経済

### 産業
- 主な産業:タオル

### 金融機関
- 池田泉州銀行 熊取支店
- 紀陽銀行 熊取支店
- りそな銀行 熊取支店
- きのくに信用金庫 熊取支店
- 大阪泉州農業協同組合 熊取支店

### 郵便局

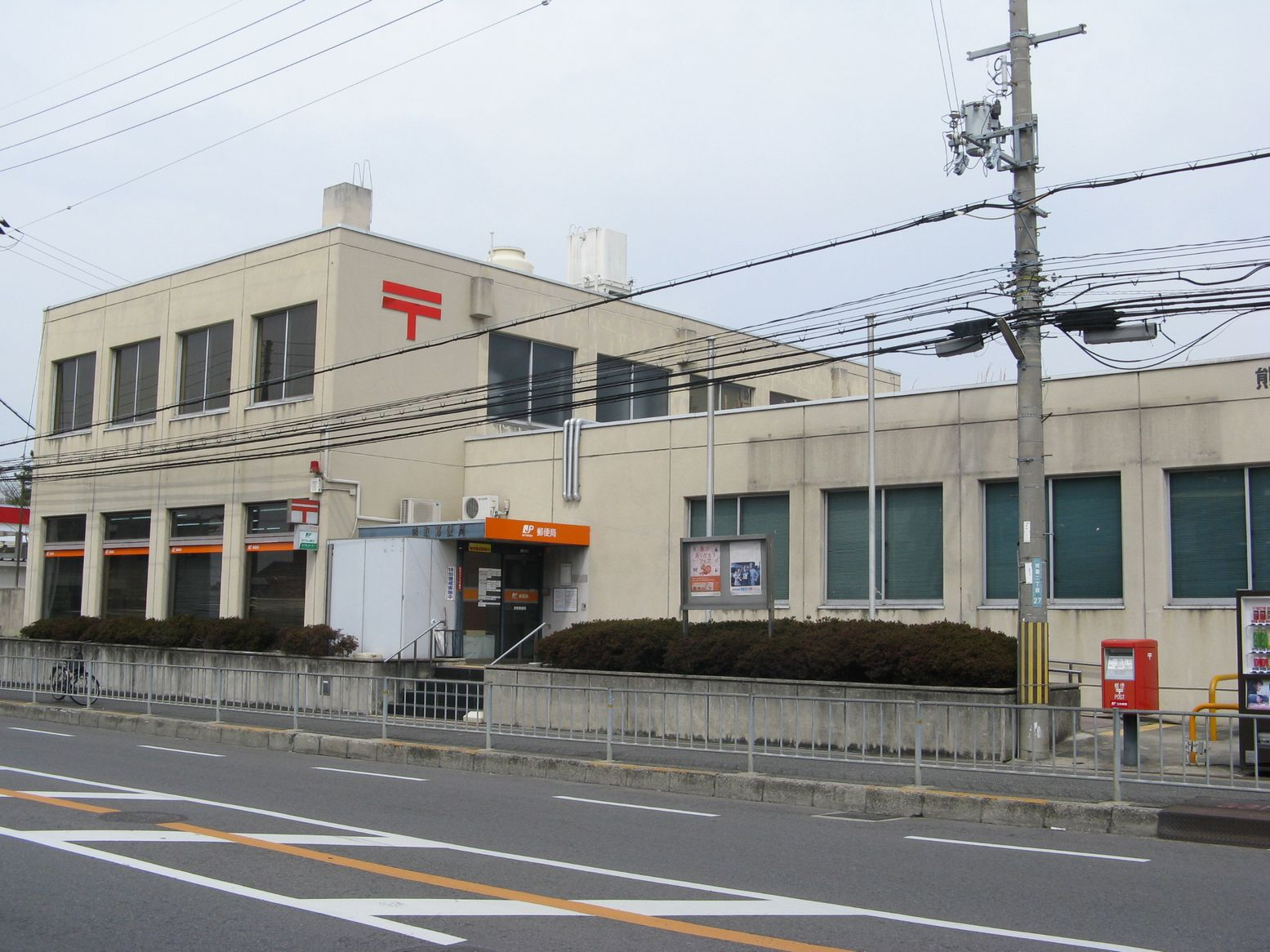
熊取郵便局

（2012年12月現在）
- 日本郵便株式会社
  - 熊取郵便局（紺屋）- 集配局
  - 熊取五門郵便局（五門西）
  - 熊取小垣内（）郵便局（小垣内）
  - 熊取ニュータウン郵便局（希望が丘）
  - 熊取野田郵便局（美熊台＝みくまだい）

各郵便局にはゆうちょ銀行のATMが設置されており、熊取郵便局ではホリデーサービスを実施。

※ 熊取町内の郵便番号は「590-04xx」（熊取郵便局の集配担当）となっている。

## 姉妹都市・提携都市

### 海外
- ミルドラ市（ オーストラリア）
1986年8月に熊取町の親善使節団がミルドラ市を友好訪問。
翌年、同市から市長夫妻が来町して以来、両市町間で隔年による青少年（中学生）の相互派遣を軸とした友好交流を進められている。
2001年11月3日、姉妹都市提携。

## 地域

### 人口
平成27年国勢調査より前回調査からの人口増減をみると、1.4%減の44,435人であり、増減率は府下43市町村中19位、72行政区域中39位。
| |                                        |  |
| 熊取町と全国の年齢別人口分布（2005年） | 熊取町の年齢・男女別人口分布（2005年） |  |
| ■紫色 ― 熊取町 ■緑色 ― 日本全国 | ■青色 ― 男性 ■赤色 ― 女性              |  |
| 熊取町（に相当する地域）の人口の推移 \| 1970年（昭和45年） \| 13,808人 \| \| \| 1975年（昭和50年） \| 18,032人 \| \| \| 1980年（昭和55年） \| 25,432人 \| \| \| 1985年（昭和60年） \| 33,542人 \| \| \| 1990年（平成2年） \| 38,905人 \| \| \| 1995年（平成7年） \| 40,850人 \| \| \| 2000年（平成12年） \| 42,914人 \| \| \| 2005年（平成17年） \| 44,505人 \| \| \| 2010年（平成22年） \| 45,096人 \| \| \| 2015年（平成27年） \| 44,435人 \| \| \| 2020年（令和2年） \| 43,763人 \| \| |                                        |  |
| 総務省統計局 国勢調査より |                                        |  |
| 1970年（昭和45年） | 13,808人                               |  |
| 1975年（昭和50年） | 18,032人                               |  |
| 1980年（昭和55年） | 25,432人                               |  |
| 1985年（昭和60年） | 33,542人                               |  |
| 1990年（平成2年） | 38,905人                               |  |
| 1995年（平成7年） | 40,850人                               |  |
| 2000年（平成12年） | 42,914人                               |  |
| 2005年（平成17年） | 44,505人                               |  |
| 2010年（平成22年） | 45,096人                               |  |
| 2015年（平成27年） | 44,435人                               |  |
| 2020年（令和2年） | 43,763人                               |  |

## 教育

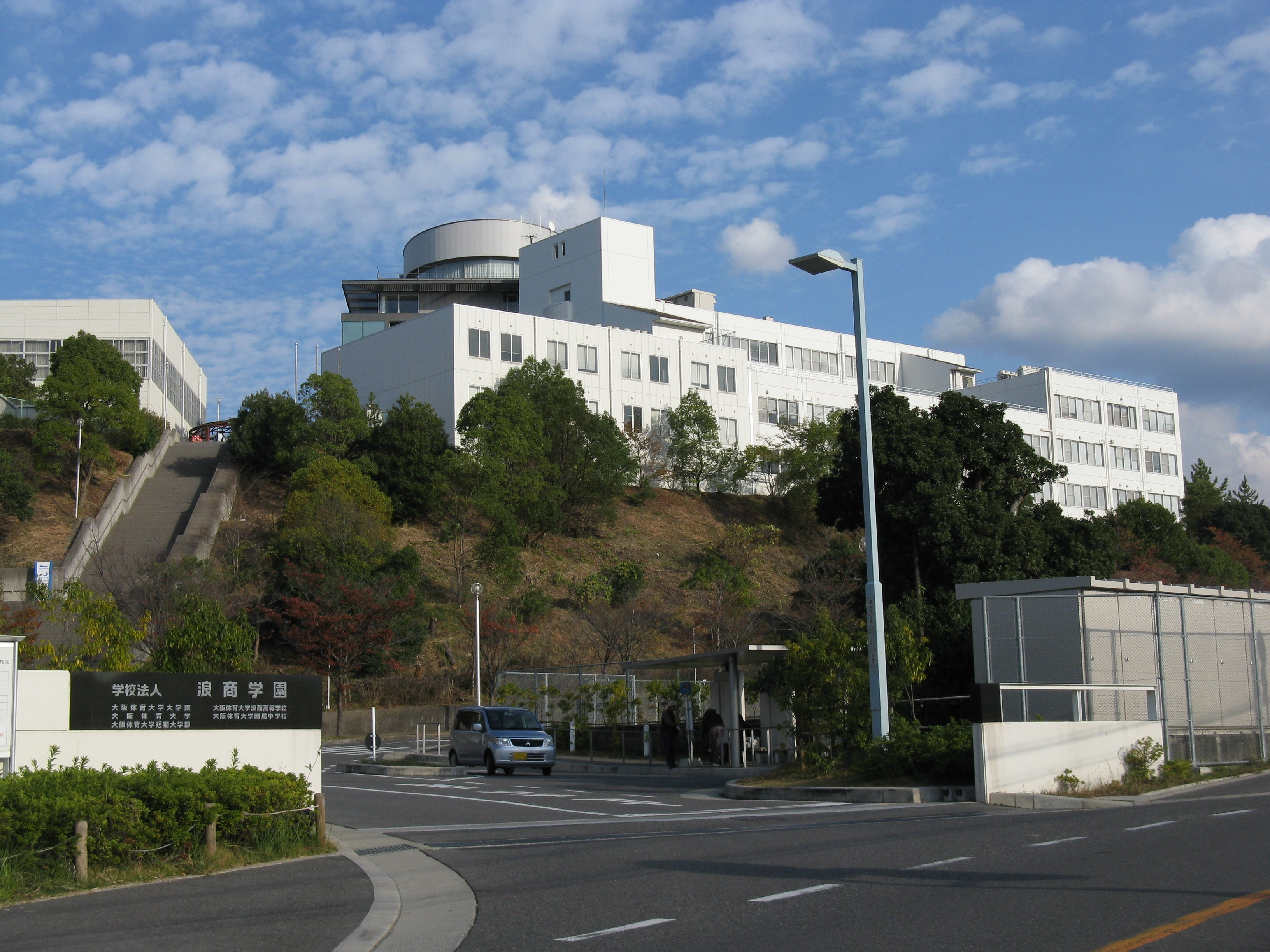
大阪体育大学

### 小学校
- 熊取町立北小学校
- 熊取町立中央小学校
- 熊取町立西小学校
- 熊取町立東小学校
- 熊取町立南小学校

### 中学校

#### 公立中学校
- 熊取町立熊取中学校
- 熊取町立熊取北中学校
- 熊取町立熊取南中学校

### 中高一貫校
- 大阪体育大学浪商中学校・高等学校（※中高併設）

### 大学
- 大阪体育大学
- 大阪観光大学
- 関西医療大学
- 京都大学複合原子力科学研究所

## 公共施設

### 文化・娯楽・観光施設・ホール等
- 熊取町立図書館
- 熊取交流センター煉瓦館
- 熊取町公民館・町民会館
- 野外活動ふれあい広場
- 総合体育館 ひまわりドーム
- 駅前住民サービスコーナー
- 熊取ふれあいセンター(総合保健福祉センター）

## 交通

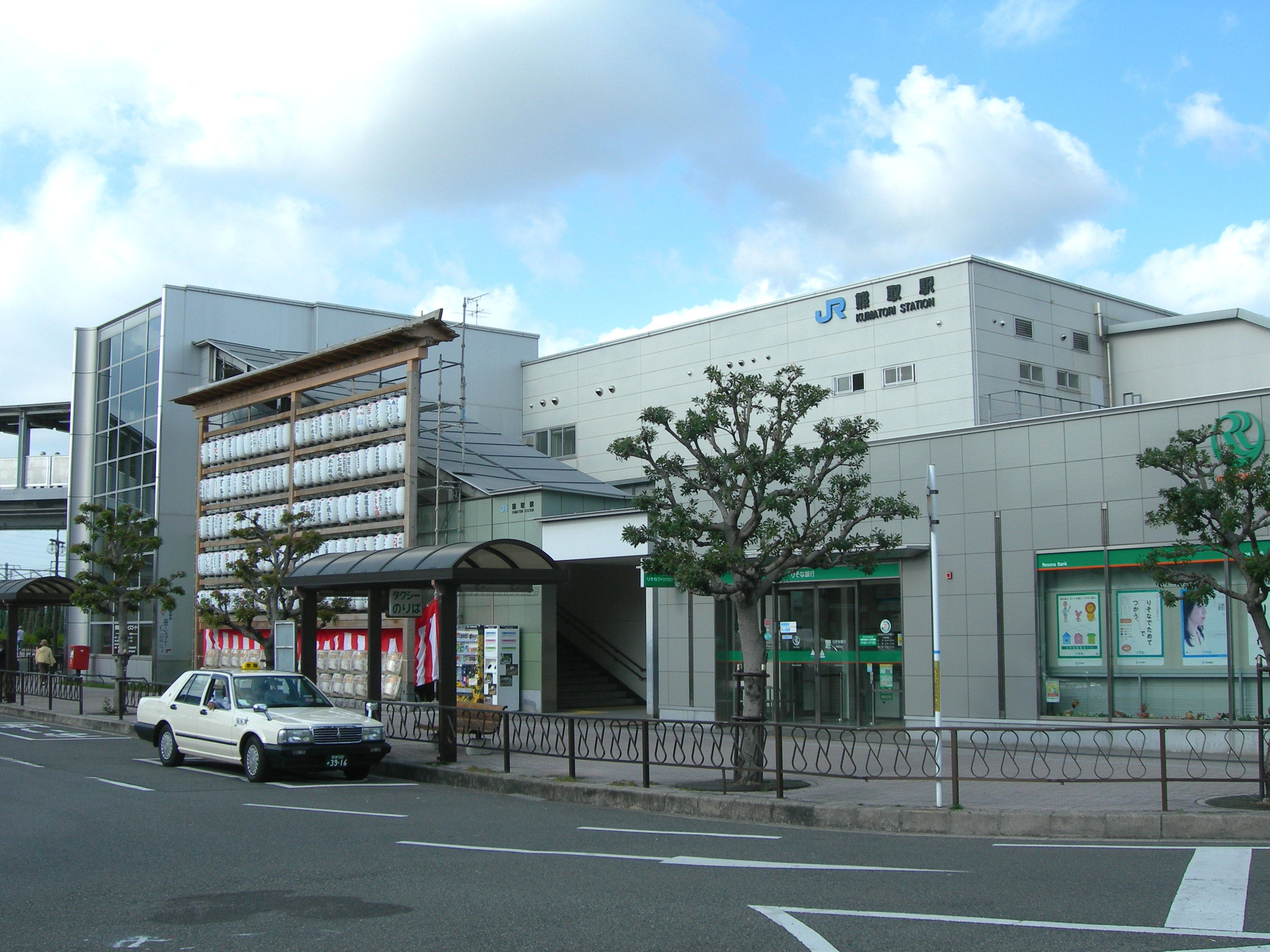
熊取駅

### 空港
関西国際空港から約10km

### 鉄道路線
- 西日本旅客鉄道（JR西日本）
  - 阪和線 : 熊取駅

### 路線バス
- 南海ウイングバス
- 和歌山バス那賀
- ひまわりバス（コミュニティバス、南海ウイングバスに運行委託）

### 道路
- 一般国道
  - 国道170号
- 府道
  - 大阪府道・和歌山県道62号泉佐野打田線
  - 大阪府道241号泉佐野熊取線

## 名所・旧跡・観光スポット・祭事・催事
- 「奥山雨山自然公園」（「大阪みどりの100選」の一つ）
- 「中家住宅」（重要文化財） 江戸時代の庄屋豪農の家屋を保存、公開している。
- 「降井家書院」（重要文化財）
- 「来迎寺本堂」（重要文化財）
- 熊取だんじり祭り

だんじり祭りは、毎年体育の日の前々日、前日に当たる、土曜日、日曜日の2日間に行われ、町内11地区のだんじりが、熊取町内で曳行される。すべて、岸和田型の「下だんじり」である。
だんじりを持つ地区は以下の通り。（宮入の順）
- 朝代（あさしろ）
- 和田（わだ）
- 大久保（おおくぼ）
- 紺屋（こんや）
- 五門（ごもん）
- 野田（のだ）
- 七山（しちやま）
- 小谷（おだに）
- 久保（くぼ）
- 小垣内（おがいと）
- 大宮（おおみや）

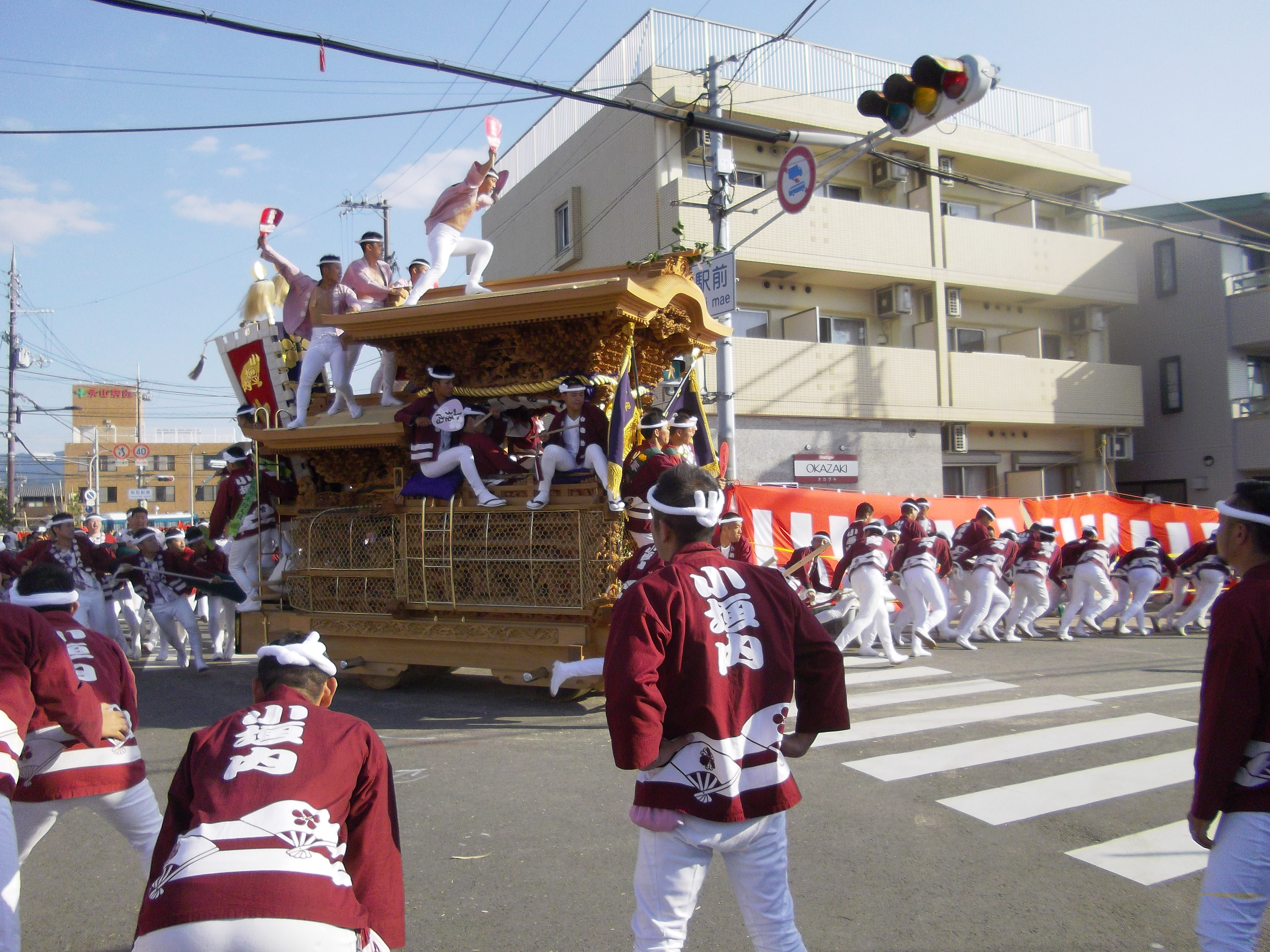
熊取駅前交差点にて小垣内区のだんじり遣り廻し

1日目（土曜日）の午後には「宮入」が行われ、熊取町内にある「大森神社」の境内に
11台のだんじりが奉納し、宮司のお払いを受ける。
2日目（日曜日）の午後には、熊取駅への通りで「パレード」が行われる。
- NHKのど自慢

町制60周年記念行事の一環として、2011年（平成23年）7月24日放送の「NHKのど自慢」が町民体育館であるひまわりドームで開催された。
- 熊取町民マラソン

毎年12月に開催されるイベント。2020年度より毎年開催しており、参加は町民でなくとも可能。

## 出身有名人
- 村田透（プロ野球選手・北海道日本ハムファイターズ所属）
- 中後悠平（プロ野球選手・横浜DeNAベイスターズ所属）
- 喜多修平（アニメソング歌手）
- 室屋成（サッカー選手・ハノーファー96所属）